# Caspar Ziegler

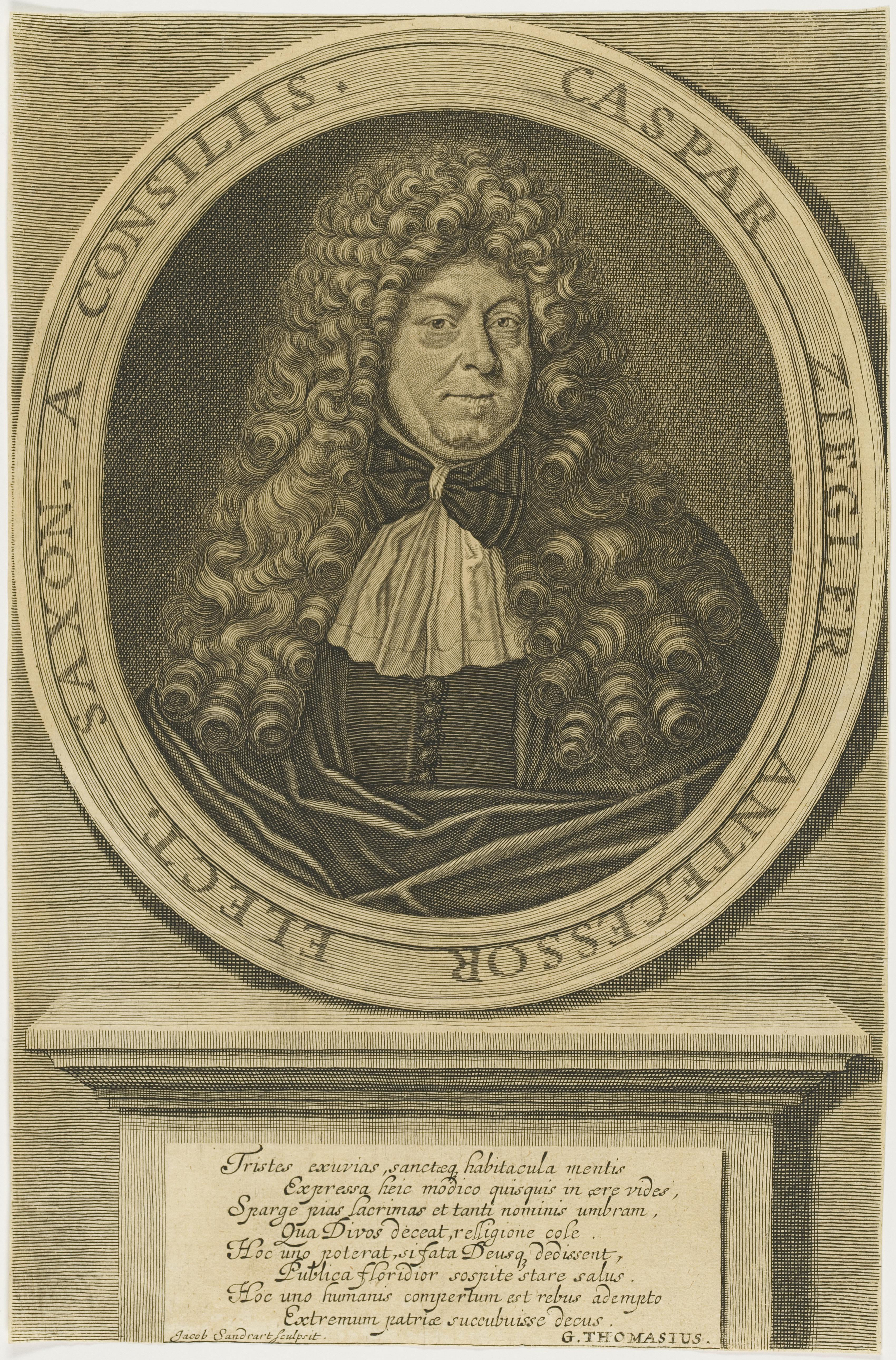
Caspar Ziegler, Kupferstich von Jacob von Sandrart

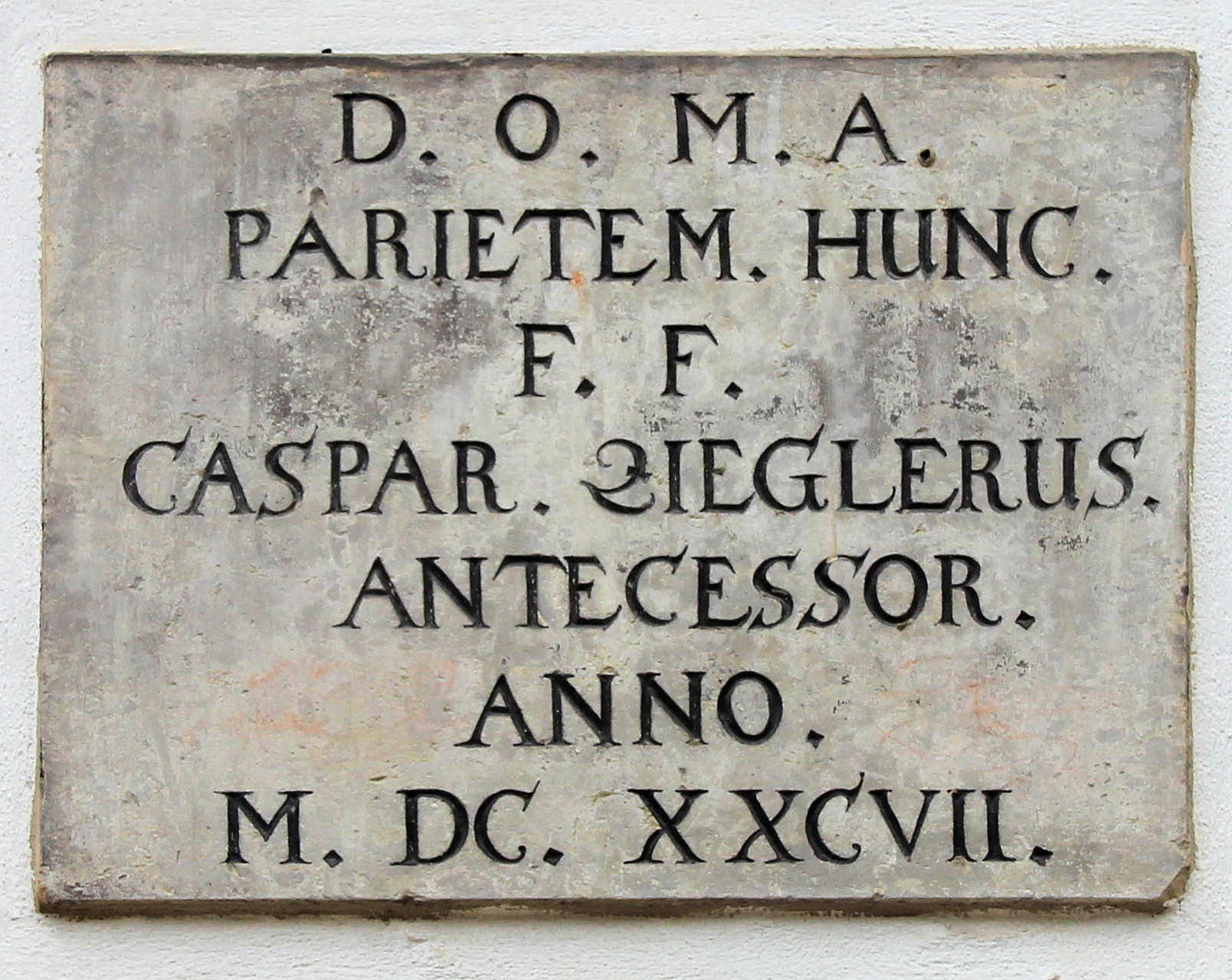
Gedenktafel am Hofgebäude der Schloßstraße 1 in Lutherstadt Wittenberg

Caspar Ziegler (* 15. September 1621 in Leipzig; † 17. April 1690 in  Wittenberg) war ein deutscher Jurist, Dichter und Komponist.

## Leben
Ziegler wurde als Sohn des Leipziger Rechtsgelehrten und Prokonsulen beim Stadtrat Caspar Ziegler und seiner Frau Anna (geb. Walter, Witwe von Johann Kürsten) zu Beginn des Dreißigjährigen Krieges geboren. Mit drei Jahren verletzte er sich beim Fall von einer Wendeltreppe schwerwiegend. Er erholte sich jedoch wieder von seinen Verletzungen. Obwohl seine Eltern unter den militärischen Übergriffen während des Krieges zu leiden hatten und ausgeraubt wurden, ermöglichten sie ihm ein Studium an der Universität Leipzig.
1638 wurde Caspar Ziegler Baccalaureus der Philosophie und erwarb sich so das Recht selbst Vorlesungen zu halten. Auf Drängen seines Vaters wechselte er im Januar 1641 an die Universität Wittenberg, wo er die Vorlesungen von August Buchner, Johannes Scharf, Johann Sperling und Nikolaus Pompejus besuchte. Aus finanziellen Gründen kehrte er nach eineinhalb Jahren wieder zurück nach Leipzig. Im Selbststudium hatte er sich zwischenzeitlich ein umfassendes Wissen angeeignet, so dass er sich 1643 den höchsten philosophischen Grad an einer Universität sichern konnte, denjenigen des Magisters.

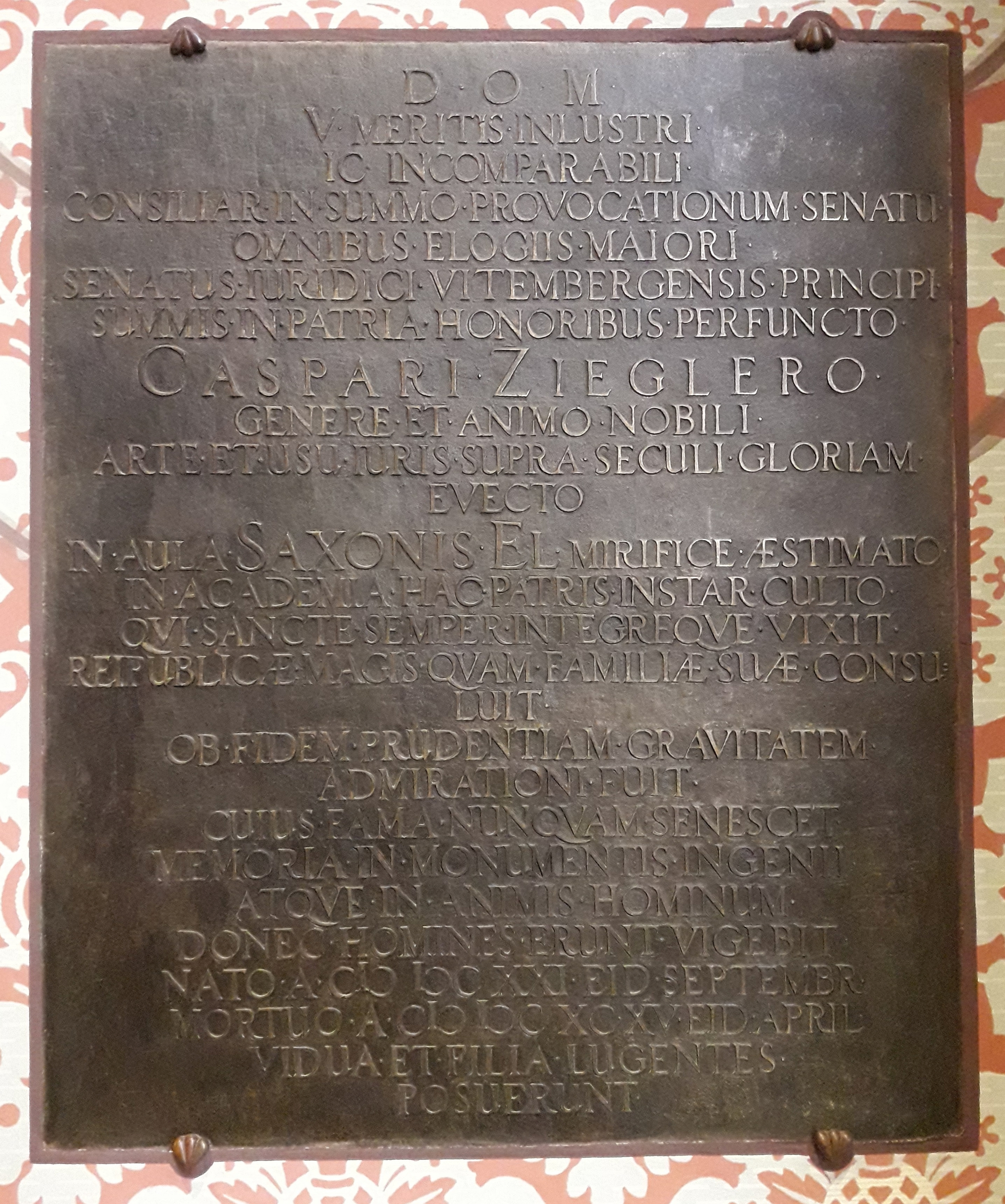
Denkmal für Caspar Ziegler in der Schlosskirche Wittenberg

Da seine Eltern für ihn das Studium der Theologie vorgesehen hatten, besuchte er auch Vorlesungen bei Hieronymus Kronmeyer und Johann Hülsemann. Vor allem zu letzterem hatte er ein sehr gutes Verhältnis. Neben seinen philosophischen Vorträgen, vor allem über Geschichte, wandte er sich gelegentlich auch Themen der Rechtswissenschaft zu und wurde zum Informator junger Adliger. Mit seinen theologischen Studien mühte er sich eher schlecht als recht ab, bis sein Vater schließlich ein Einsehen hatte und nicht weiter auf ein Theologiestudium bestand. Im November 1652 begann er ein juristisches Studium, das er unter der Leitung von Polycarp Wirth und Andreas Eckholt mit Erfolg absolvierte. Im Januar 1655 wurde er für den höchsten juristischen Grad nominiert. Nachdem er beide Examen bestanden hatte und zur öffentlichen Disputation zugelassen war, promovierte er mit fünf anderen Kandidaten an der Universität Jena zum Doktor der Rechtswissenschaften.
Im selben Jahr wurde er als Professor an die Universität Wittenberg berufen, womit er zugleich an das Hofgericht und an den Schöppenstuhl gelangte. Hier stieg er 1657 zum Professor Digesti infortiate, 1658 zum Professor Dignesti veteris und 1659 zum Professor des Kodex auf. Durch das schnelle Ableben seiner Vorgänger stieg er von Jahr zu Jahr in immer höhere Positionen. So übertrug man ihm 1662 das Ordinat der Juristenfakultät, war 1662 am Appellationsgericht als Rat eingesetzt und 1664 übernahm er einen Sitz am Wittenberger Konsistorium. 1661 übernahm er das Rektorat der Wittenberger Akademie und brachte die während des Dreißigjährigen Krieges verwüstete Bibliothek der Universität wieder in einen ordentlichen Zustand.
Nach einem Beinbruch bekam er einen Fieberanfall und verstarb daran. Sein Leichnam wurde am 24. April 1690 in der Wittenberger Schlosskirche beigesetzt.

## Wirken
Heute ist Ziegler hauptsächlich wegen seiner kleinen Schrift Von den Madrigalen bekannt, zu der ein Brief seines „Schwagers“ Heinrich Schütz das Vorwort lieferte. Die Schrift entsprang Zieglers Liebe zur Dichtkunst und Musik und sollte dem besonders in Italien gepflegten Genre seinen Eingang in die deutsche Literatur sichern. Ziegler formulierte Richtlinien für Umfang, Verslänge und Reimschemata des Madrigals, dessen Reiz allerdings gerade in der Freiheit der Form liegt. Der Nachdruck, den er auf den epigrammatischen Charakter des Madrigals legte, machte es zu einem bevorzugten lyrische Genre der galanten Dichter, und mit dem Hinweis auf seine musikalische Verwendbarkeit und seine Nähe zum Rezitativ hat Ziegler die Entwicklung der neuen Kantatenform maßgeblich beeinflusst.
Erdmann Neumeister lobte in De Poetis Germanicis vornehmlich den Epigrammatiker Ziegler, doch sind die als „Exempel“ angefügten Madrigale dichterisch unbedeutend. Von den geistlichen Liedern Zieglers wurden einige in sächsische Gesangbücher aufgenommen, wo sie sich zum Teil bis in unser Jahrhundert gehalten haben. Sein Lied Ich freue mich in Dir wurde von Johann Sebastian Bach in einer gleichnamigen Weihnachtskantate (BWV 133) und in einer weiteren Kantate verarbeitet. Er unterhielt einen umfangreichen Briefwechsel mit berühmten Zeitgenossen und veröffentlichte etwa 80 vorwiegend kirchen- und staatsrechtliche Schriften.

## Familie
Zu seinen Vorfahren zählten Adlige, die ihr Glück in Persien gesucht und gefunden hatten. Ziegler war dreimal verheiratet. Die erste Ehe ging er am 17. Februar 1663 mit der Witwe von Wilhelm Leyser I. Catharina (geb. Bose; * 15. Dezember 1615 in Leipzig; † 30. Juni 1676 in Wittenberg) ein. Die 13-jährige Ehe blieb kinderlos. Seine zweite Ehe ging er am 19. August 1678 mit Maria Elisabeth Klaubarth († 12. Mai 1682 in Wittenberg) der Witwe des Bürgermeisters von Naumburg Andreas Frauendorff. Aus dieser Ehe ist die Tochter Johanna Regina Ziegler (* 29. Juni 1679 in Wittenberg) bekannt. Die dritte Ehe schloss er am 14. April 1684 in Wittenberg mit Johanna Barbara, der Tochter des Juristen in Dresden Georg Börner. Aus letzterer Ehe gingen ebenfalls keine Kinder hervor.

## Werke
- Jesus oder zwanzig Elegien über Geburth, Leiden u. Auferstehung unseres Herrn. Schürer, Leipzig 1648. (Digitalisat)
- Ad noctes atticas Auli Gelli de solis et Iunae defectibus. Schürer, Leipzig 1648
- Weihnachtsdichtung, in: Vier gelehrter Poeten Gedichte über die gnadenreiche Geburt Jesu Christi. Oels 1653
- Von den Madrigalen ...  Leipzig 1653, Wittenberg 1685 (Digitalisat), Frankfurt am Main 1971
- In Hugonis Grotii De Iure Belli Ac Pacis Libros, Quibus Naturæ & Gentium Ius explicavit, Notæ Et Animadversiones Subitariæ. Wittenberg 1666. (Digitalisat der Ausg. Dulssecker, Straßburg 1706.)
- Jus canonicum ad J.P. Lencelotti Institutiones enucleatum. Henkel, Wittenberg 1669. (Digitalisat)
- De dote ecclesiae eiusque iuribus et privilegiis diatribe canonica. Henckel, Wittenberg 1676. (Digitalisat)
- De juribus Majestatis. Ludovici, Wittenberg 1668. (Digitalisat der Ausg. 1710)
- Rabulistica sive de artibus rabulariis dissertatio. Günther, Dresden 1685. (Digitalisat)
- Disputatio Iuridica De Poenis . Henckel, Wittenberg 1674. (Digitalisat)
- Der nunmehr an das helle Tageslicht gestellte Rabulist oder Zungen-Drescher: Das ist: Die meiste Beschreibung schlimmer und böser Advocaten, Wie sie mit ihren Griffgen, Finten, und allerhand Arthen Inventionen, dadurch sie manchen umb Geld, Guth, Ehre und alle das Seinige bringen, und tausenderley andere Stückgen practiciren und verüben, ziemlich abgemahlet sind ; Aus dem Lateinischen ins Teutsche mögligst treuligst übersetzet. Wittenberg 1688. (Digitalisat)